# Hux tábornok
Hux tábornok egy kitalált szereplő a Csillagok háborúja univerzumában. Az Első Rend magas rangú tisztje, Snoke legfőbb vezér közvetlen helyettese, a Csillagpusztító bázis és a hadsereg főparancsnoka. Kylo Ren legfőbb riválisa.  Y.u. 34-ben, a Csillagpusztító bázis megsemmisülése előtt sikerül elmenekülnie, így láthatjuk a nyolcadik (Star Wars: Az utolsó Jedik) epizódban is. Hux tábornok szerepét Domhnall Gleeson játssza.

## Csillagok háborúja VII: Az ébredő Erő
A hetedik epizódban tűnik fel először, mint ambiciózus fiatalember, könyörtelen katonatiszt, aki látszólagosan korlátlan hatalommal rendelkezik, kizárólag a fővezérnek tartozik elszámolással. Nem hisz az Erőben, elveti a misztikus képességeket. A klónok helyett, már születésük óta rohamosztagosnak nevelt katonákat alkalmaz, ám ez nagyobb teret ad a lázadásnak is (lásd: FN 2187). Komoly energiát fektet csapatai kiképzési módszereinek és fegyvereinek fejlesztésére is. Azt a feladatot kapja Snoke fővezértől, hogy Kylo Ren segítségével keresse meg azt a térképdarabot, mely elvezeti a rendet Luke Skywalkerhez.

## Csillagok háborúja VIII: Az utolsó Jedik
A történet elején elveszt egy fontos űrcsatát az Ellenállás megmaradt csapataival szemben, s egy csatahajója is megsemmisül. Mikor Snoke tudomást szerez hibájáról, hologramüzeneten keresztül értesíti a csalódottságáról. Azonban Hux egy új technológiát – hiperűr követés – alkalmazva újra felderíti az ellenséges űrhajókat. A film végén, Snoke halálát követően Kylo Ren veszi át a "legfőbb vezér" szerepét, így Hux – vonakodva bár -, de szolgálatába áll, majd együtt küzdenek az ellenállók ellen, a Crait bolygón.

## Csillagok háborúja IX: Skywalker Kora
Hux tábornok a 9. részben az ellenállóknak küld egy üzenetet arról, hogy Palpatine visszatért, ám lelepleződik és az életével fizet árulásáért.

## Külső megjelenés, fegyverzet
- Magassága: 1,85 méter
- Szeme színe: kék
- Haja színe: vörös
- Ruházat színe: fekete
- Fegyverzet: sugárvető pisztoly
- Űrhajó: Finalizer (First Order Star Destroyer)